# Blaž Slišković
Blaž „Baka” Slišković (ur. 30 maja 1959 w Mostarze) – bośniacki piłkarz występujący na pozycji pomocnika, długoletni reprezentant Jugosławii i trener, między innymi selekcjoner reprezentacji Bośni i Hercegowiny.
Nazywany był Maradoną Bałkanów lub bośniackim George’em Bestem. Uznawany za jednego z najlepszych piłkarzy w historii Zinédine Zidane powiedział o nim: Dzisiejsza młodzież zachwyca się występami Cristiano Ronaldo czy Lionela Messiego. Ja, będąc w ich wieku, miałem trzech idoli: Enzo Francescolego, Jean-Pierre’a Papina oraz Blaža Sliškovicia.

## Kariera piłkarska
Urodził się w serbskiej rodzinie zamieszkującej tereny Bośni i Hercegowiny. Jego ojciec Blaško zasłużył sobie na miano legendy Veležu Mostar. Najpierw grał tam przez ponad 15 lat, a potem zapisał do zespołu swojego syna. Tam też, mając u swego boku Vahida Halilhodžicia, talent „Baki” szybko eksplodował. W pierwszym zespole zadebiutował w wieku szesnastu lat. W 1978 roku sięgnął po triumf na mistrzostwach Europy do lat 21. Trzy lata później przeniósł się do bardziej utytułowanego Hajduka Split. Tam też nadeszły najowocniejsze lata w jego karierze. Przez dobre pięć lat, wraz z Boro Primoracem i Zoranem Vujoviciem eliminowali z europejskich pucharów marki pokroju Stuttgartu, Beveren, FC Metz czy Sparty Praga. Zespół z Jugosławii (obecnie chorwacki) potrafił rozbijać na własnym stadionie Valencię i Girondins Bordeaux po 4-1.
Po znakomitych występach na arenie międzynarodowej Sliškoviciem zaczęły interesować się czołowe kluby Starego Kontynentu. W 1986 roku zdecydował się na transfer do Olympique’u Marsylia. Tam Jugol miał okazję wskoczyć na wyższy poziom – na południu Francji spotkał bowiem zawodników z absolutnego światowego topu – bramkarza Bella, obrońcę Förstera, pomocników – mistrzów Europy z 1984 roku: Domergue’a, Giresse’a i Genghiniego oraz napastnika Papina. Pomimo tego, Slišković rozegrał tam tylko jeden, pełny sezon. Jego krótka przygoda na Stade Vélodrome nie została jednak zapomniana.
W 1987 roku trafił do Serie A i jego klubem została Delfino Pescara 1936. Szybko odnalazł się tam u boku Brazylijczyka Júniora, z którym sięgnął po tytuł „Najlepszej pary sezonu”, wyprzedzając takie duety jak Boniek – Völler, Gullit – van Basten, a także Passarella – Scifo. Mimo rewelacyjnego sezonu w Italii, Jugosłowianin opuścił Abruzję, wyruszając w wędrówkę po Europie. Była to jednak raczej trasa przypominająca zjazd po równi pochyłej – RC Lens, FC Mulhouse i Stade Rennais. Wiązało się to oczywiście z utratą miejsca w reprezentacji Plavi. W sumie zaliczył w niej jedynie 26 spotkań.
Pod koniec przygody z futbolem powrócił jeszcze do Pescary. Grał też w Hrvatskim Dragovoljac oraz Zrinjskim Mostar.

## Kariera trenerska
Po zakończeniu kariery został szkoleniowcem. Od 1999 do 2012 roku prowadził 10 klubów, między innymi Hajduk Split. W latach 2002–2006 był selekcjonerem reprezentacji Bośni i Hercegowiny. Prowadzeni przez niego piłkarze byli bliscy awansu na EURO 2004. W ostatnim meczu eliminacyjnym Zmajevi musieli wygrać z Danią, ale ostateczny wynik – remis 1:1 – pozwolił na zajęcie zaledwie czwartego miejsca w grupie, za wspomnianą Danią, Norwegią, a także Rumunią. W eliminacjach na Mundial 2006 prowadzeni przez Sliškovicia piłkarze okazali się z kolei słabsi od Serbii i Czarnogóry oraz Hiszpanii.